# Buchhofen
Buchhofen er en kommune i Landkreis Deggendorf i Regierungsbezirk Niederbayern i den tyske delstat Bayern, med knap 1.000 indbyggere.

## Geografi
Buchhofen ligger i regionen Donau-Wald, og er en del af Verwaltungsgemeinschaft Moos.
I kommunen ligger landsbyerne Buchhofen og Ottmaring.